# Gazdoráň
Gazdoráň je přírodní rezervace v oblasti Poloniny.
Nachází se v katastrálním území obce Stakčín v okrese Snina v Prešovském kraji. Území bylo vyhlášeno či novelizováno v roce 1993 na rozloze 17,3000 ha. Ochranné pásmo nebylo stanoveno.